# Hadle Szklarskie (przystanek kolejowy)
Hadle Szklarskie – wąskotorowy przystanek osobowy Przeworskiej Kolei Dojazdowej w Hadlach Szklarskich, w gminie Jawornik Polski, w powiecie przeworskim, w województwie podkarpackim, w Polsce.
Został otwarty 8 września 1904 roku razem z wąskotorową linią kolejową z Przeworska do Dynowa. W sezonie letnim obsługuje ruch turystyczny.
Znajduje się tu drewniana poczekalnia z 1944 roku.